# فاليري أوستين
فاليري أوستين (بالإنجليزية: Valerie Austin)‏ هي عالمة نفس بريطانية، ولدت في 10 أغسطس 1948 في بلاكبول في المملكة المتحدة.